# Giornata mondiale dell'ambiente
La giornata mondiale dell'ambiente (in inglese World Environment Day o WED) è una festività proclamata nel 1972 dall'Assemblea generale delle Nazioni Unite in occasione dell'istituzione del Programma delle Nazioni Unite per l'ambiente e viene celebrata ogni anno il 5 giugno a partire dal 1974 con lo slogan Only One Earth (una sola Terra). 
È una piattaforma globale per la sensibilizzazione del pubblico, con la partecipazione di oltre 143 paesi ogni anno. 
Ogni anno, il programma fornisce un tema e un forum per aziende, organizzazioni non governative, comunità, governi e celebrità per sostenere le cause ambientali.

## Storia
La Giornata mondiale dell'ambiente è stata istituita nel 1972 dalle Nazioni Unite in occasione della Conferenza di Stoccolma sull'ambiente umano (5-16 giugno 1972), che era il risultato delle discussioni sull'integrazione delle interazioni umane e dell'ambiente. Due anni dopo, nel 1974, si tenne il primo WED con il tema "Only One Earth".

## Città ospitanti
Le celebrazioni della Giornata mondiale dell'ambiente sono state (e saranno) ospitate nelle seguenti città
| Year | Tema                                                                                     | Città ospite                   |
| ---- | ---------------------------------------------------------------------------------------- | ------------------------------ |
| 1974 | Only one Earth during Expo '74                                                           | Spokane, Stati Uniti           |
| 1975 | Human Settlements                                                                        | Dhaka, Bangladesh              |
| 1976 | Water: Vital Resource for Life                                                           | Ontario, Canada                |
| 1977 | Ozone Layer Environmental Concern; Lands Loss and Soil Degradation                       | Sylhet, Bangladesh             |
| 1978 | Development Without Destruction                                                          | Sylhet, Bangladesh             |
| 1979 | Only One Future for Our Children – Development Without Destruction                       | Sylhet, Bangladesh             |
| 1980 | A New Challenge for the New Decade: Development Without Destruction                      | Sylhet, Bangladesh             |
| 1981 | Ground Water; Toxic Chemicals in Human Food Chains                                       | Sylhet, Bangladesh             |
| 1982 | Ten Years After Stockholm (Renewal of Environmental Concerns)                            | Dhaka, Bangladesh              |
| 1983 | Managing and Disposing Hazardous Waste: Acid Rain and Energy                             | Sylhet, Bangladesh             |
| 1984 | Desertification                                                                          | Rajshahi, Bangladesh           |
| 1985 | Youth: Population and the Environment                                                    | Islamabad, Pakistan            |
| 1986 | A Tree for Peace                                                                         | Ontario, Canada                |
| 1987 | Environment and Shelter: More Than A Roof                                                | Nairobi, Kenya                 |
| 1988 | When People Put the Environment First, Development Will Last                             | Bangkok, Thailandia            |
| 1989 | Global Warming; Global Warning                                                           | Bruxelles, Belgio              |
| 1990 | Children and the Environment                                                             | Citta del Messico, Messico     |
| 1991 | Climate Change. Need for Global Partnership                                              | Stoccolma, Svezia              |
| 1992 | Only One Earth, Care and Share                                                           | Rio de Janeiro, Brasile        |
| 1993 | Poverty and the Environment – Breaking the Vicious Circle                                | Beijing, Cina                  |
| 1994 | One Earth One Family                                                                     | Londra, Regno Unito            |
| 1995 | We the Peoples: United for the Global Environment                                        | Pretoria, Sudafrica            |
| 1996 | Our Earth, Our Habitat, Our Home                                                         | Istanbul, Turchia              |
| 1997 | For Life on Earth                                                                        | Seul, Corea del Sud            |
| 1998 | For Life on Earth – Save Our Seas                                                        | Mosca, Russia                  |
| 1999 | Our Earth – Our Future – Just Save It!                                                   | Tokyo, Giappone                |
| 2000 | The Environment Millennium – Time to Act                                                 | Adelaide, Australia            |
| 2001 | Connect with the World Wide Web of Life                                                  | Torino, Italia e L'Avana, Cuba |
| 2002 | Give Earth a Chance                                                                      | Shenzhen, Cina                 |
| 2003 | Water – Two Billion People are Dying for It!                                             | Beirut, Libano                 |
| 2004 | Wanted! Seas and Oceans – Dead or Alive?                                                 | Barcellona, Spagna             |
| 2005 | Green Cities – Plan for the Planet!                                                      | San Francisco, Stati Uniti     |
| 2006 | Deserts and Desertification – Don't Desert Drylands!                                     | Algeri, Algeria                |
| 2007 | Melting Ice – a Hot Topic?                                                               | Londra, Inghilterra            |
| 2008 | Kick The Habit – Towards A Low Carbon Economy                                            | Wellington, Nuova Zelanda      |
| 2009 | Your Planet Needs You – Unite to Combat Climate Change                                   | Città del Messico, Messico     |
| 2010 | Many Species. One Planet. One Future                                                     | Rangpur, Bangladesh            |
| 2011 | Forests: Nature at your Service                                                          | Delhi, India                   |
| 2012 | Green Economy: Does it include you?                                                      | Brasilia, Brasile              |
| 2013 | Think.Eat.Save. Reduce Your Foodprint                                                    | Ulan Bator, Mongolia           |
| 2014 | Raise your voice, not the sea level                                                      | Bridgetown, Barbados           |
| 2015 | Seven Billion Dreams. One Planet. Consume with Care.                                     | Roma, Italia                   |
| 2016 | Zero Tolerance for the Illegal Wildlife trade                                            | Luanda, Angola                 |
| 2017 | Connecting People to Nature – in the city and on the land, from the poles to the equator | Ottawa, Canada                 |
| 2018 | Beat Plastic Pollution                                                                   | New Delhi, India               |
| 2019 | Beat Air Pollution                                                                       | Cina                           |
| 2020 | Time for Nature                                                                          | Colombia                       |
| 2021 | Ecosystem restoration                                                                    | Pakistan                       |
| 2022 | Only One Earth                                                                           | Svezia                         |
| 2023 | Solutions to plastic pollution                                                           | Costa d'Avorio                 |

## Temi annuali e grandi iniziative e realizzazioni
Per molti decenni, la Giornata mondiale dell'ambiente ha sensibilizzato, sostenuto l'azione e guidato i cambiamenti per l'ambiente. Ecco una sequenza temporale dei risultati chiave nella storia dei WED:

### 2012
Il tema della Giornata mondiale dell'ambiente 2012 è stato l'economia verde. Il tema mirava a invitare le persone a esaminare le proprie attività e il proprio stile di vita e vedere come si inserisce il concetto di "Green Economy". Il paese che ha ospitato le celebrazioni dell'anno è stato il Brasile.

### 2013
Il tema del 2013 per la Giornata mondiale dell'ambiente era Think.Eat.Save.
La campagna ha affrontato l'enorme spreco annuale e le perdite di cibo, che, se conservato, rilascerebbero una grande quantità di cibo e ridurrebbero l'impronta carbonica complessiva. La campagna mirava a sensibilizzare i paesi con stili di vita che provocano spreco alimentare. Mirava inoltre a consentire alle persone di fare scelte informate sul cibo che mangiano in modo da ridurre l'impatto ecologico complessivo dovuto alla produzione mondiale di cibo. Il paese ospitante per le celebrazioni dell'anno è stata la Mongolia.

### 2014
Il tema del WED 2014 è stato l'Anno internazionale degli Stati in via di sviluppo delle piccole isole (SIDS). Scegliendo questo Tema, l'Assemblea Generale delle Nazioni Unite mirava a mettere in evidenza le sfide di sviluppo ei successi del SIDS. Nel 2014, la Giornata mondiale dell'ambiente si è concentrata sul riscaldamento globale e sul suo impatto sul livello degli oceani. Lo slogan del WED 2014 è "Alza la voce, non il livello del mare", poiché le Barbados hanno ospitato le celebrazioni globali della 42ª edizione della Giornata mondiale dell'ambiente. Il Programma delle Nazioni Unite per l'ambiente ha nominato l'attore Ian Somerhalder ambasciatore ufficiale di buona volontà del MER 2014.

### 2015
Lo slogan dell'edizione 2015 della Giornata Mondiale dell'Ambiente è "Seven Billion Dreams. One Planet. Consume with Care". Lo slogan è stato scelto attraverso un processo di voto sui social media. In Arabia Saudita, 15 donne hanno riciclato 2000 sacchetti di plastica per realizzare un murale all'uncinetto a sostegno del MER 2015. In India, Narendra Modi ha piantato un alberello di Kadamb per celebrare la Giornata mondiale dell'ambiente e aumentare la consapevolezza per l'ambiente. L'Italia è il Paese ospite della 43ª edizione del WED. Le celebrazioni si sono svolte nell'ambito dell'Expo di Milano sul tema: Nutrire il Pianeta – Energia per la Vita.

### 2016
Il WED 2016 è stato organizzato sotto il tema "Go wild for life". Questa edizione del WED mira a ridurre e prevenire il commercio illegale di fauna selvatica. L'Angola è stata scelta come paese ospitante del WED 2016 durante la COP21 di Parigi.

### 2017
Il tema del 2017 era "Collegare le persone alla natura - in città e sulla terraferma, dai poli all'equatore". La nazione ospitante era il Canada.

### 2018
Il tema del 2018 è stato "Beat Plastic Pollution". La nazione ospitante era l'India. Scegliendo questo tema, si spera che le persone possano sforzarsi di cambiare la loro vita quotidiana per ridurre il pesante carico dell'inquinamento da plastica. Le persone dovrebbero essere libere dall'eccessiva dipendenza da monouso o monouso, poiché hanno gravi conseguenze ambientali. Dovremmo liberare i nostri luoghi naturali, la nostra fauna e la nostra salute dalla plastica. Il governo indiano si è impegnato a eliminare tutta la plastica monouso in India entro il 2022.

### 2019
Il tema del 2019 è stato "Beat Air Pollution". La nazione ospitante era la Cina. Questo tema è stato scelto poiché l'inquinamento atmosferico uccide circa 7 milioni di persone all'anno.
Nell'isola della Riunione, Miss Earth 2018 Nguyễn Phương Khánh dal Vietnam ha pronunciato il suo discorso durante la Giornata mondiale dell'ambiente con il tema "Come combattere il riscaldamento globale".

### 2020
Il tema per il 2020 era "Time for Nature" ed è stato ospitato in Colombia in collaborazione con la Germania.
La Colombia è uno dei più grandi paesi mega diversi del mondo e detiene quasi il 10% della biodiversità del pianeta. Poiché fa parte della foresta pluviale amazzonica, la Colombia è al primo posto per diversità di specie di uccelli e orchidee e al secondo per piante, farfalle, pesci d'acqua dolce e anfibi.

### 2021
La Giornata mondiale dell'ambiente cade il 5 giugno. Il tema per il 2021 è "Ripristino dell'ecosistema" ed è stato ospitato dal Pakistan. In questa occasione è stato lanciato anche il Decennio delle Nazioni Unite per il ripristino degli ecosistemi.ed è stato ospitato dal Pakistan. In questa occasione è stato lanciato anche il Decennio delle Nazioni Unite per il ripristino degli ecosistemi.

### 2022
Il tema della Giornata mondiale dell'ambiente per il 2022 è "Only One Earth" e l'evento è ospitato dalla Svezia.

### 2023
Il tema della Giornata mondiale dell'ambiente per il 2023 è "Soluzione all'inquinamento da plastica" e l'evento è ospitato dalla Costa d'Avorio. È un promemoria che le azioni delle persone sull'inquinamento da plastica sono importanti. I passi che i governi e le imprese stanno intraprendendo per affrontare l'inquinamento da plastica sono la conseguenza di questa azione.
È tempo di accelerare questa azione e la transizione verso un'economia circolare.